# موزه اورنگ اصلی
موزه اورنگ اصلی (به انگلیسی: Orang Asli Museum) (مالایی: Muzium Orang Asli) یک موزه در گومباک، ایالت سلانگور، مالزی است که تاریخچه و سنت مردم اورنگ اصلی (قدیمی‌ترین بومیان مالزی) را به نمایش می‌گذارد. این موزه شامل یک کتابخانه و یک سالن کوچک نمایش است و در ۲۹ سپتامبر ۱۹۸۷ توسط نخست‌وزیر مهاتیر محمد افتتاح شد.